# Sanatorio San Francisco de Borja

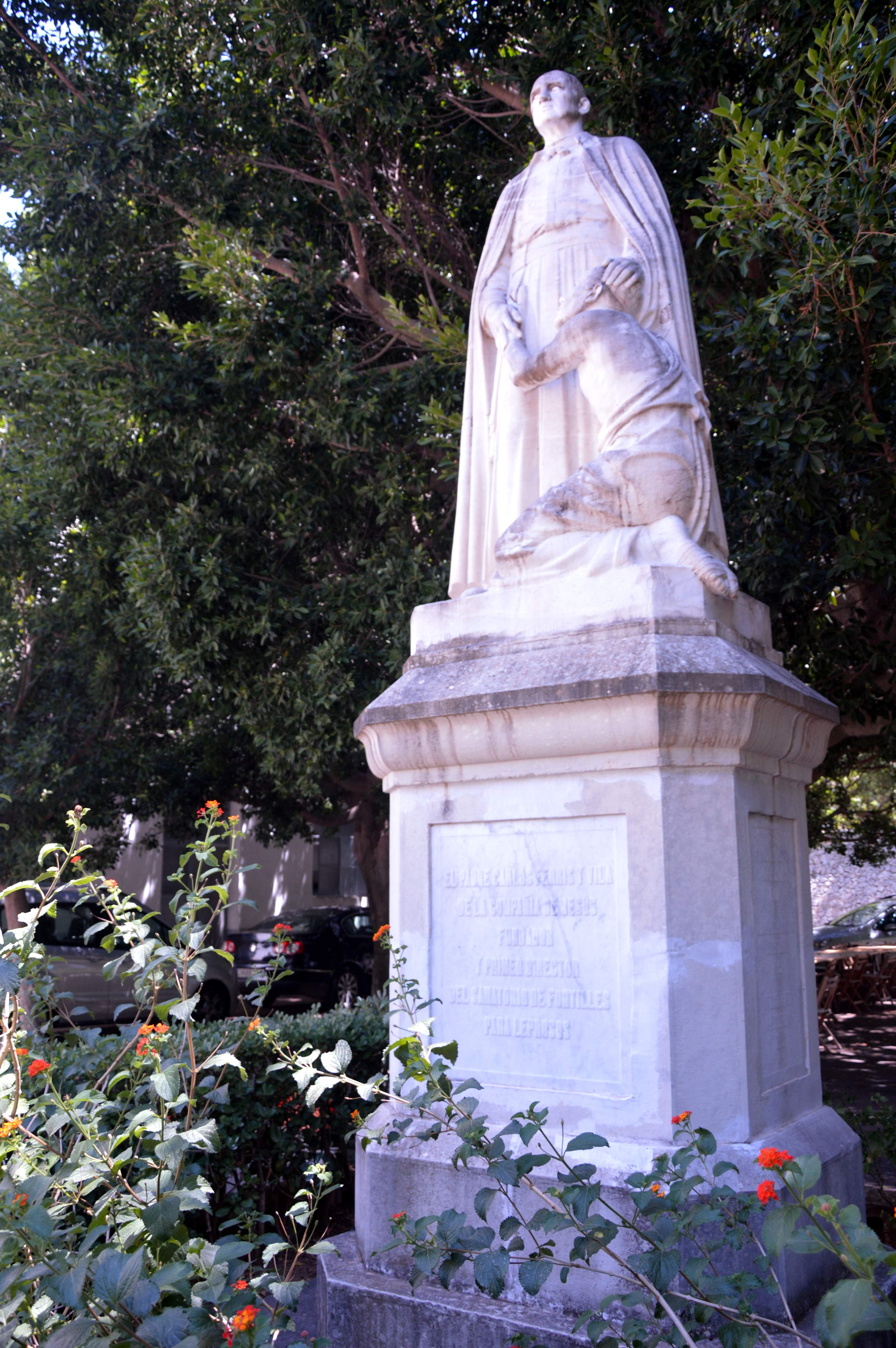
Detalle de la escultura del padre Carlos Ferris Vila en el Sanatorio de Fontilles en Vall de Laguar (Alicante), 2017.

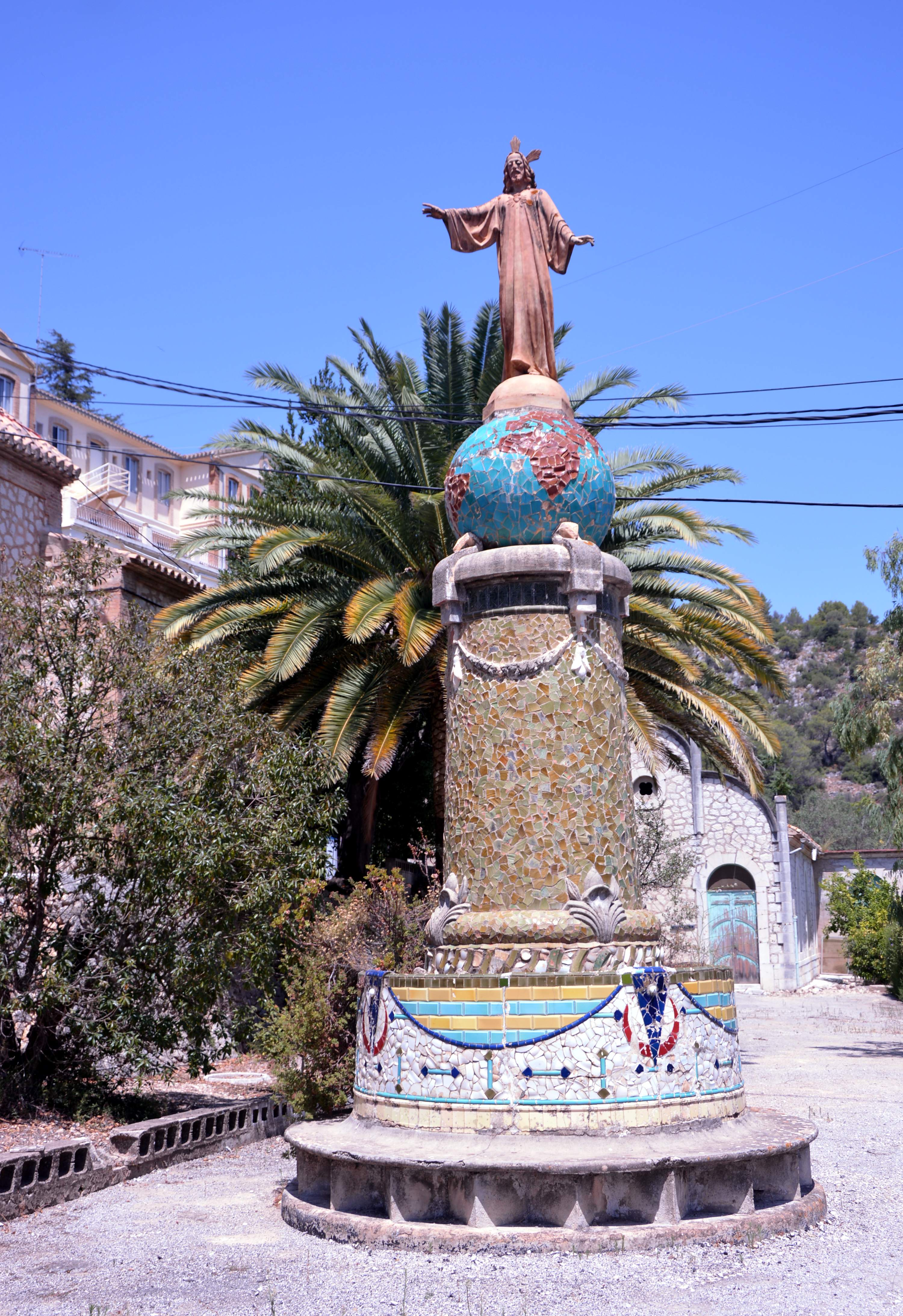
Detalle de la imagen del Sagrado Corazón de Jesús en el Sanatorio de Fontilles en Vall de Laguar (Alicante), 2017.

El Sanatorio San Francisco de Borja más conocido como Sanatorio de Fontilles está situado en el municipio de Vall de Laguar, comarca de la Marina Alta (provincia de Alicante, España) y fue fundado por el abogado de Tormos Joaquín Ballester Lloret y el padre jesuita de Albal Carlos Ferris Vila.
Fue abierto en 1909 por la fundación  Fontilles y desde entonces ha atendido enfermos de lepra procedentes de todos los rincones de España. Los pacientes son atendidos por voluntarios, Hermanas Franciscanas de la Inmaculada y Padres Jesuitas. Además del equipo de profesionales sanitarios: médicos, enfermeras... 
Durante más de 100 años el Sanatorio de Fontilles ha sido referencia fundamental en la curación y eliminación de la lepra en España. Además dispone de un laboratorio especializado donde se realizan proyectos de investigación en colaboración con universidades y entidades nacionales y extranjeras. En la actualidad el Sanatorio sigue funcionando, atendiendo las necesidades de unos 29 residentes y más de 150 enfermos en tratamiento ambulatorio.

## Instalaciones

### Planificación urbanística
El Sanatorio abarca unas 70 hectáreas de parajes de gran belleza, espacios mágicos, rincones de paz y tranquilidad, donde la naturaleza se muestra generosa con el residente.
Desde el punto de vista del programa, la leprosería responde al concepto de una ciudad cerrada, autosuficiente, con la práctica totalidad de los servicios; así, dentro del espacio delimitado por la muralla que la circunda, se abre una ciudad con sus huertas que trata de satisfacer las necesidades de una población peculiar, disponiendo de iglesia, teatro, imprenta, talleres, clínica, cárcel, etc. todo ello disperso entre un entramado de espacios libres.
En cierto sentido responde al programa de una ciudad ideal, si bien y como contraposición a la ciudad ideal de Chaux no aparece una disposición clara ni una jerarquización de las construcciones. En este caso las edificaciones se desarrollan funcionalmente a lo largo de un recorrido sin otro criterio en cuanto a disposición que el de su buena adaptación al terreno. Visto en planta no se distingue ningún espacio principal al que queden supeditadas el resto de edificaciones. No obstante sí podemos considerar que dicho espacio se conforma por la proximidad entre iglesia, teatro, clínica laboratorio y biblioteca.
Como desde el principio el Sanatorio se concibió como una colonia-sanatorio que además de atención sanitaria ofrecía a los enfermos actividades laborales y culturales, existen muchos edificios, hoy en día cerrados o reconvertidos, que son vestigio de aquel pequeño pueblo que casi se autoabastecía: carpintería, herrería, zapatería, teatro que también se utilizaba como cine… 
La Iglesia, el bar y el cementerio son edificios que nunca quedan obsoletos. También sigue abierta la residencia para los cursillistas de los cursos de Formación que se imparten anualmente desde 1947.
Los centros de atención a los residentes que hay en la actualidad son: 
- el Pabellón Padre Ferris (anteriormente Pabellón de Santa Isabel)
- el Pabellón de Matrimonios
- el Centro Geriátrico Borja

### Pabellón Padre Ferrís
Edificio emblemático con cerca de 80 años de historia, dispone hoy en día de 90 camas distribuidas en habitaciones dobles e individuales, todas ellas con baño, TV y calefacción. Este edificio cuenta con oficina para el equipo médico, control de enfermería, sala de curas, sala de rehabilitación, capilla privada, dos comedores generales, sala de recreo, sala de reuniones, un patio interior ajardinado etc. En la planta baja se encuentran también los despachos de consultas externas donde se atiende a los pacientes controlados de forma ambulatoria.

#### Descripción
El pabellón Santa Isabel, también llamado pabellón de hombres, se sitúa sobre un cerro, en lugar predominante dentro del conjunto de Fontilles. Con su construcción se busca, no solo el crear un gran edificio para albergar a los leprosos en un momento en el que se hace necesario aumentar el número de plazas para enfermos, sino también el crear un gran edificio que se convierta en el símbolo y emblema del Sanatorio. Su situación en el cerro lo hace visible no solo desde todo el interior del recinto sino también desde la lejanía.
La construcción da comienzo en 1926 con bastante posterioridad al resto de pabellones disgregados por todo el recinto, y termina en 1929 en base al proyecto redactado por el arquitecto Manuel Peris. Teniendo en cuenta las premisas impuestas así como la ubicación sobre la colina, diseña un edificio de planta cuadrada y dos alturas, con patio central y rematado en esquinas por torreones, si bien y para adaptarse al terreno, en su cara sur dispone de una planta semienterrada que diferencia del resto con un tratamiento distinto de fachada. A grandes rasgos se podría definir el pabellón como de una arquitectura simple y elemental, de construcción sencilla pero muy sólida, que no presenta grandes problemas estructurales, realizándose a base de muros de carga de piedra procedente de la propia explanación y forjados de viguetas metálicas.
No obstante lo anterior, bajo esa aparente sencillez se descubre una geometría compositiva clara que genera y establece la proporción entre los distintos cuerpos del edificio. La planta surge del círculo y sus cuadrados circunscrito e inscrito. De este último y su división en tres partes surge el módulo, visible en cada uno de los torreones, y que repetido siete veces establece el tamaño del pabellón. Torreones interiores y claustro surgen de la relación de la malla generada por el módulo y el ya mencionado cuadrado circunscrito. Dentro del cuadrado establece un eje principal (Norte-Sur) donde sitúa las escaleras y acceso.
La propuesta consiste en crear un edificio cerrado hacia el exterior y abierto hacia su gran patio interior. El claustro, al modo clásico, aparece como elemento de relación dentro del edificio, desarrollándose el resto de dependencias como elementos funcionales y complementarios ligados al mismo. El patio, con fuente central y aspecto entrañable y sosegado se constituye como centro del microcosmos, desarrollándose la vida del edificio alrededor del mismo.
Como contraposición, la imagen exterior se ve reducida a fachadas neutras tratadas con gran simplicidad. En la fachada de acceso no se manifiesta ningún elemento singular a excepción de la puerta de entrada, resuelta mediante arco de medio punto de ladrillo visto. El resto de fachadas lo constituyen paños ciegos de mortero con huecos equidistantes, donde resalta el color verde de las carpinterías, característico de todo el sanatorio.
Es en las fachadas interiores del patio donde la obra adquiere mayor riqueza. Por un lado se establece un juego de volúmenes con los torreones interiores. Por otro se resuelven de distinta manera las dos plantas, haciéndose uso de arcos en planta baja y de dinteles en planta alta. En cuanto al color se juega con el verde de las cornisas, el pétreo de los pilares, el blanco de los paños, la luz y sombra de los claustros, etc.

### Pabellón de matrimonios
Este edificio, el pabellón más antiguo del sanatorio, está reformado en pequeños apartamentos para matrimonios. Los servicios sanitarios que necesitan diariamente son atendidos en el pabellón Padre Ferris.

### Centro Geriátrico Borja
Este centro era un antiguo pabellón que quedó en desuso. Fue reformado y convertido en residencia para mayores. Inaugurado en 1998, cubre una fuerte demanda sanitaria de los pueblos colindantes dando servicios a residentes asistidos y válidos. Cuenta con un servicio médico ininterrumpido de 24 horas, un equipo de trabajo de servicios generales, un equipo de DUES y otro de auxiliares.
El Centro Geriátrico Borja pertenece a la Asociación de Residencias de Ancianos no lucrativas de la Comunidad Valenciana RENOVA. Además, está adherido al programa de la Consellería para financiar estancias en residencias de tercera edad.

## Galería

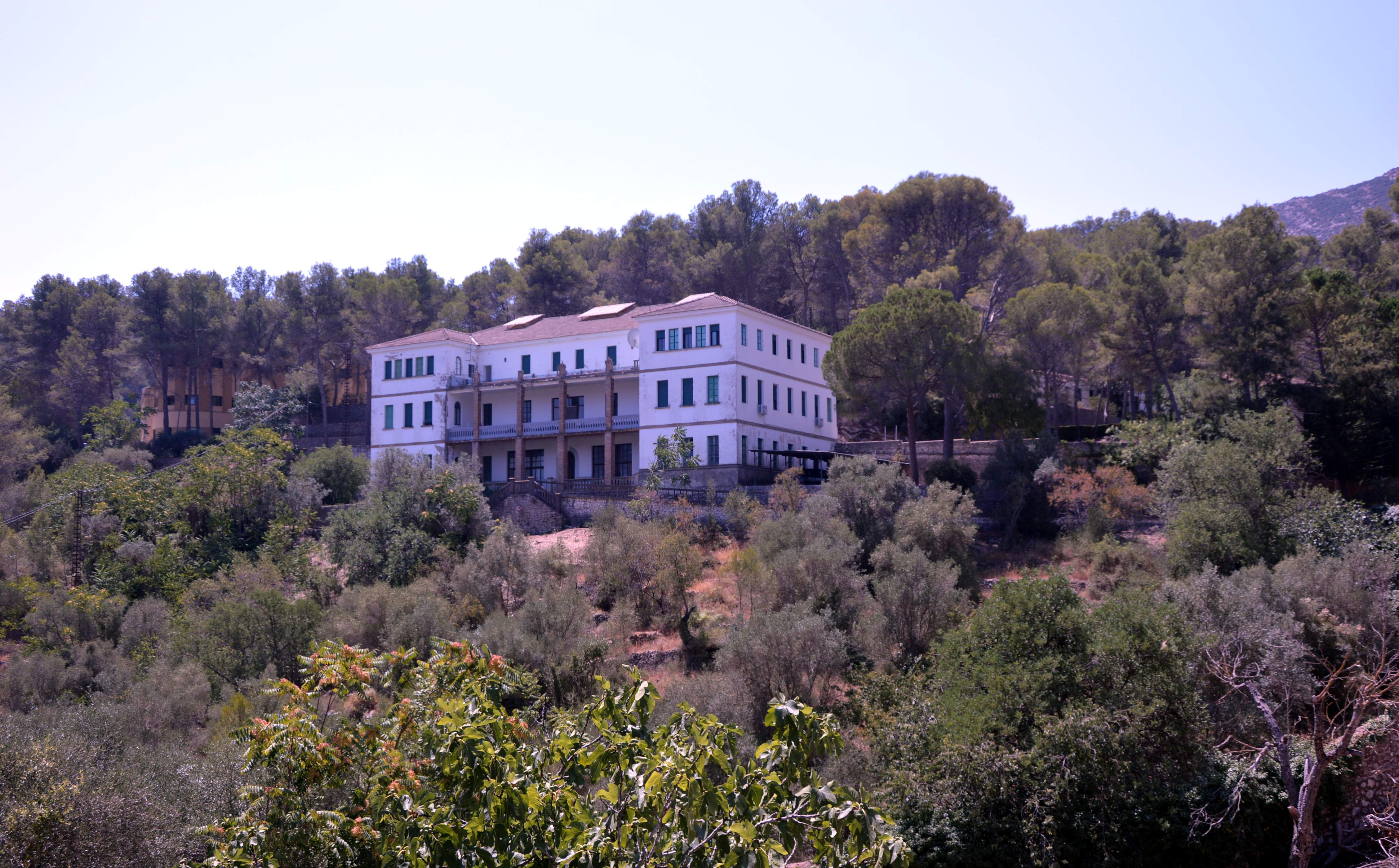
Vista parcial del Sanatorio de Fontilles en Vall de Laguar (Alicante), 2017.
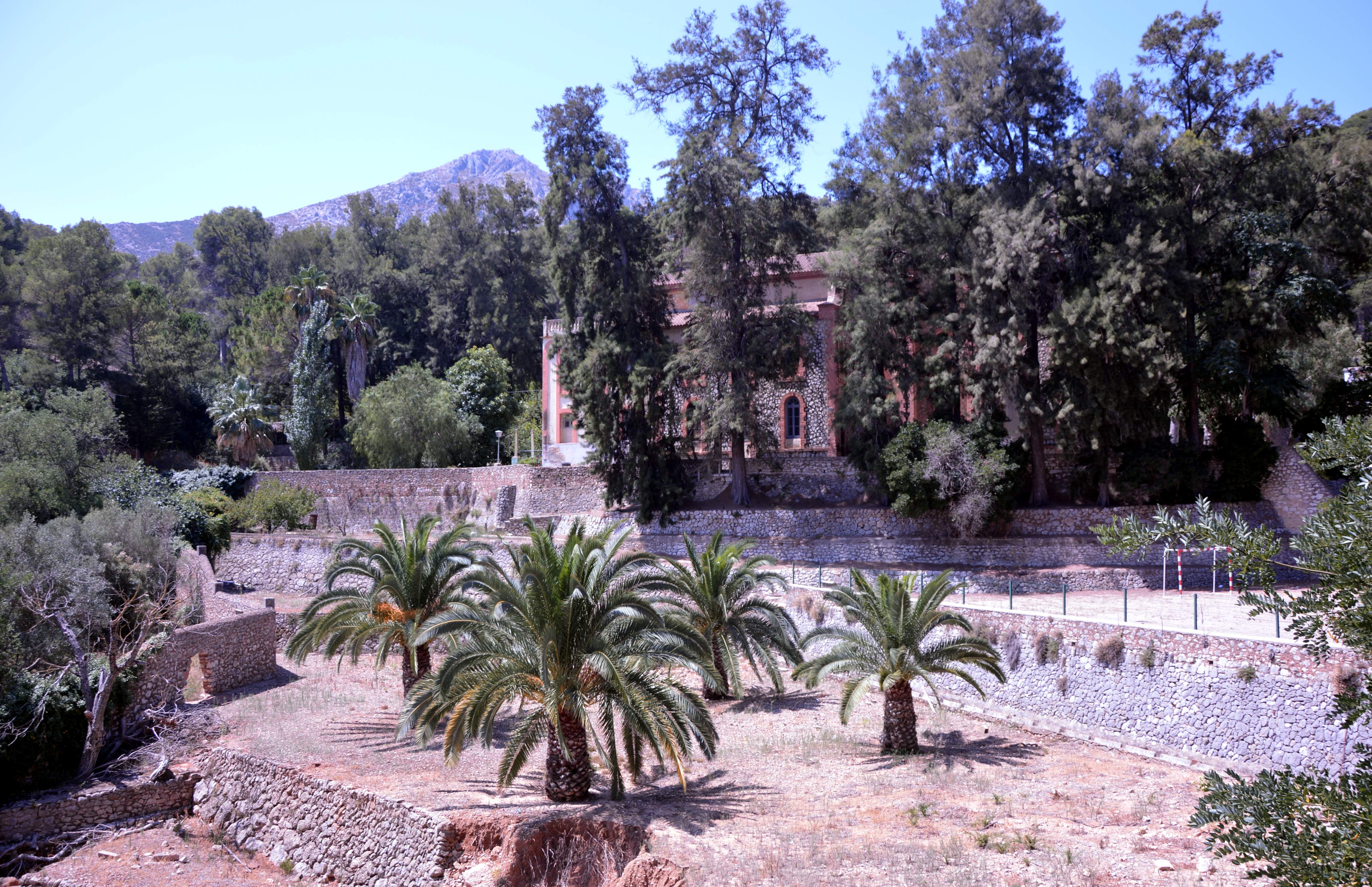
Vista parcial del Sanatorio de Fontilles en Vall de Laguar (Alicante), 2017.
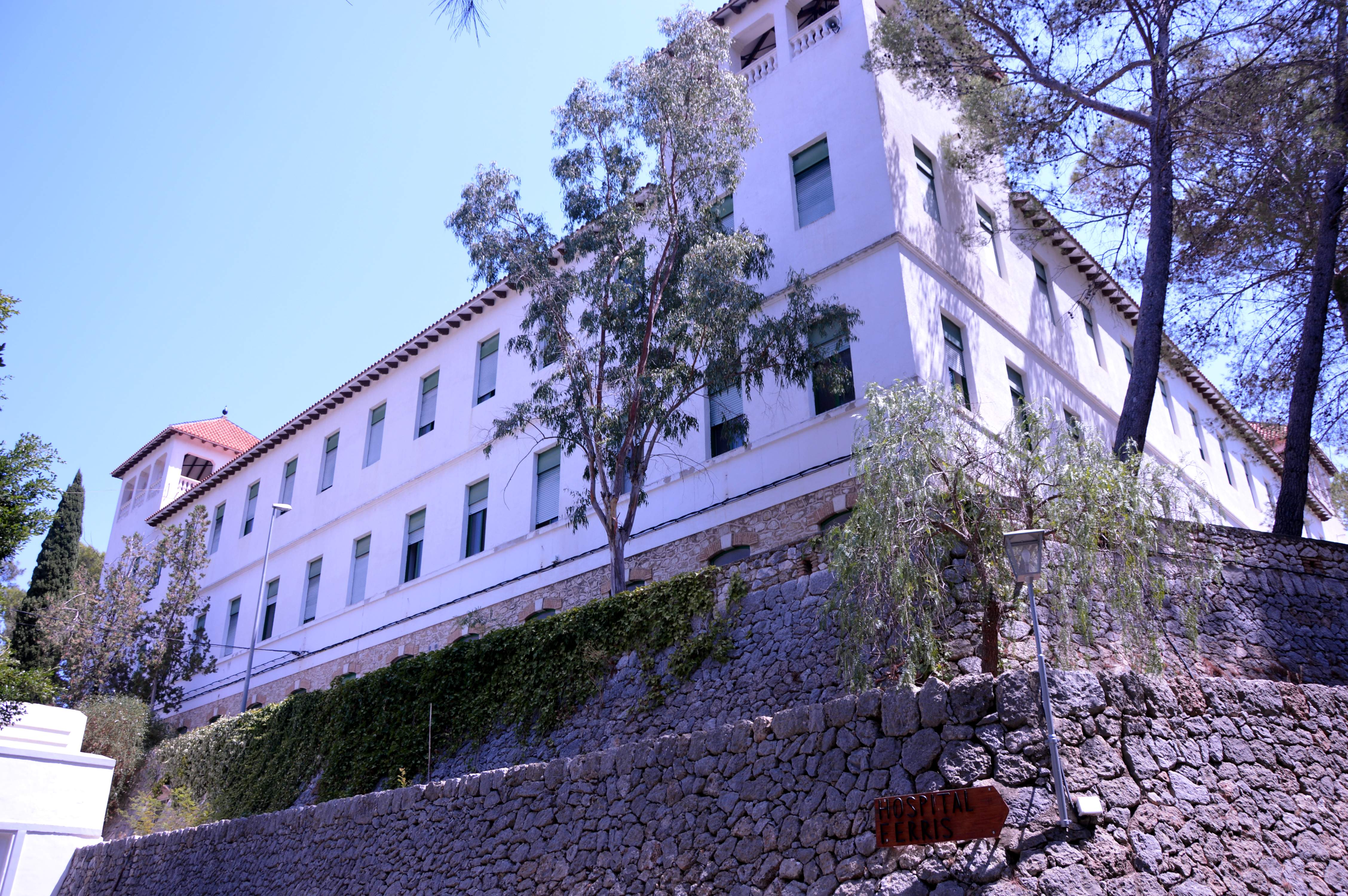
Vista parcial del Hospital Ferris de Fontilles en Vall de Laguar (Alicante), 2017.
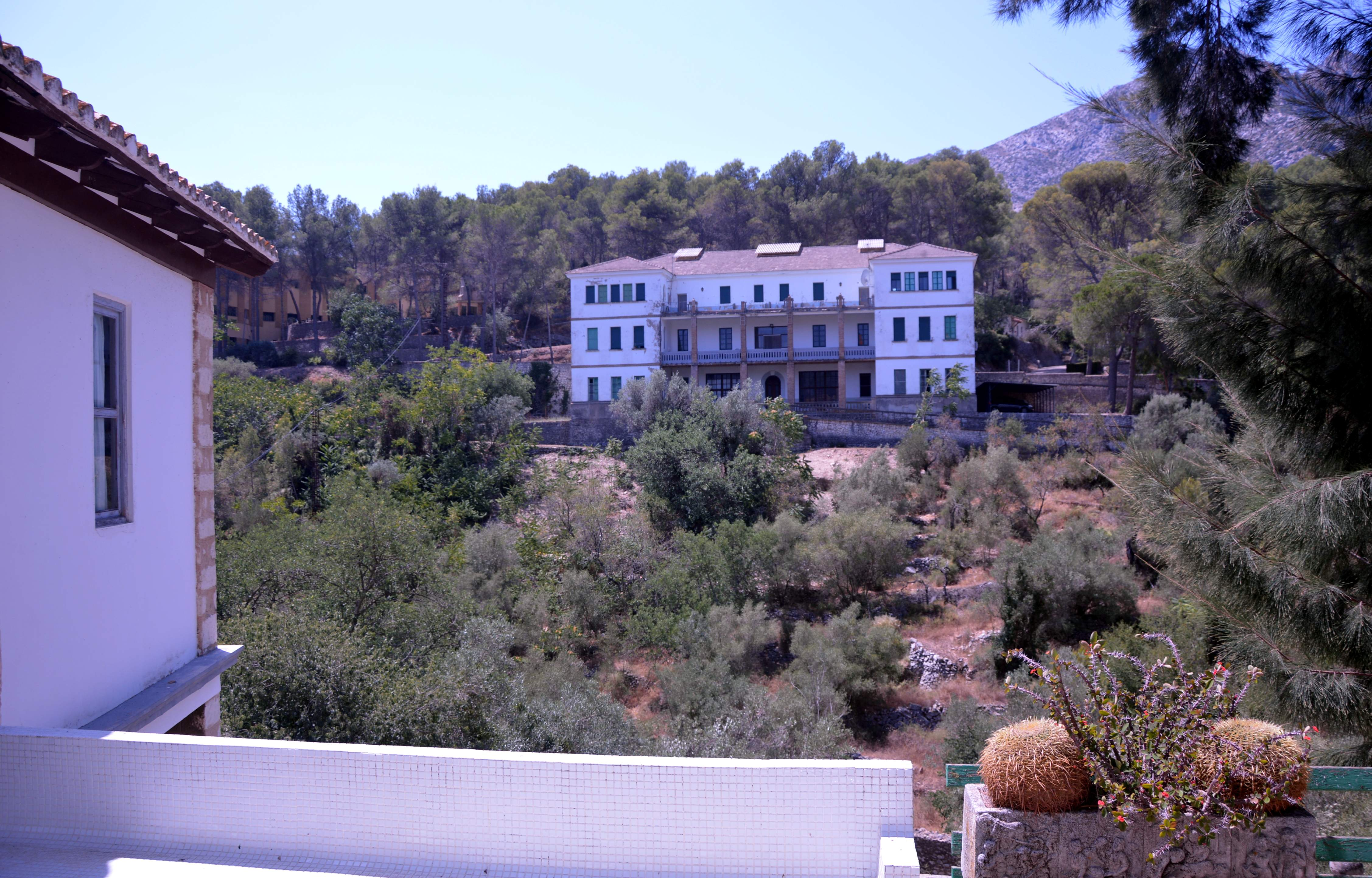
Vista parcial del Sanatorio de Fontilles en Vall de Laguar (Alicante), 2017.
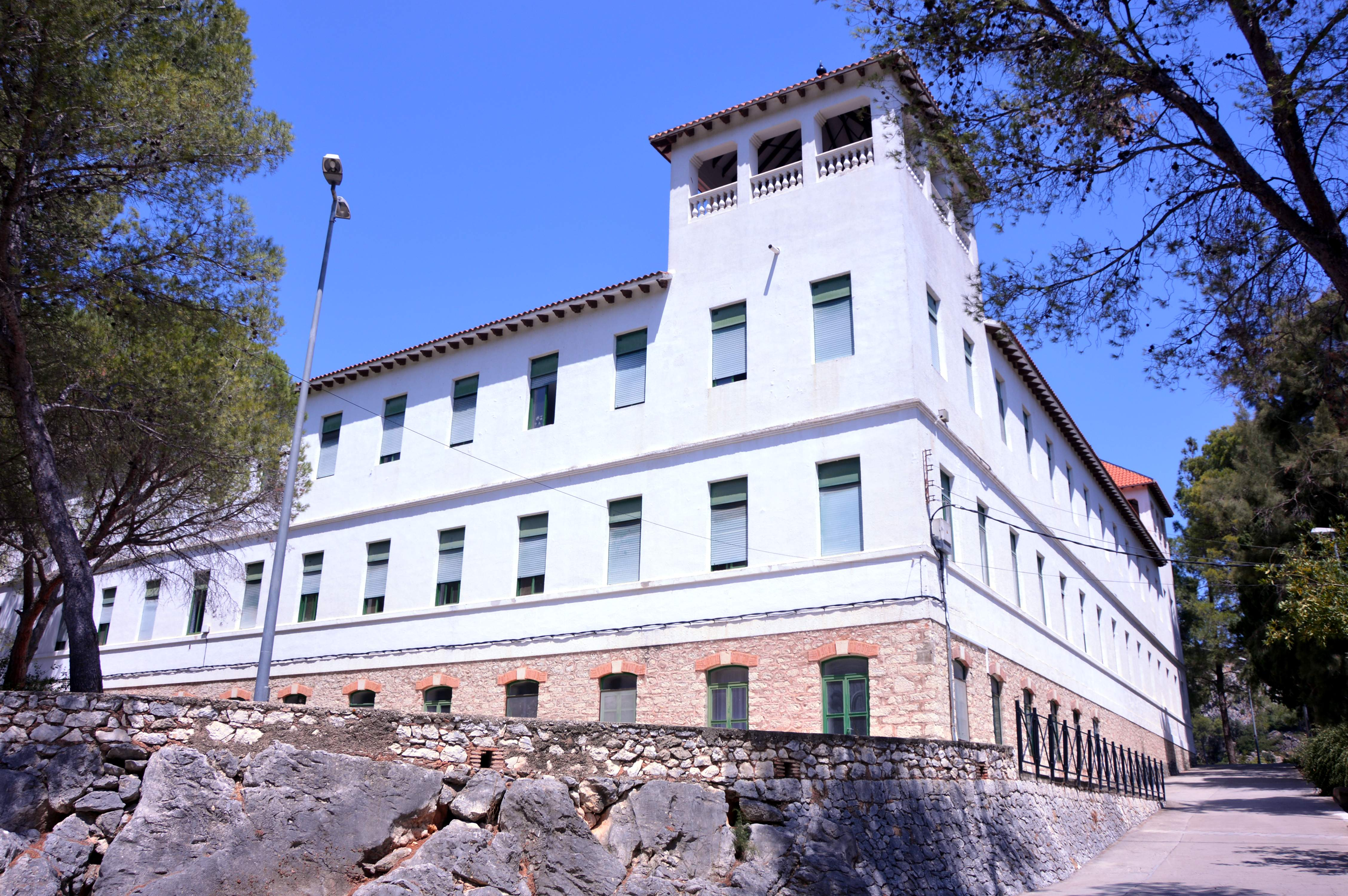
Vista general del Hospital Ferris en el Sanatorio de Fontilles, en Vall de Laguar (Alicante), 2017.
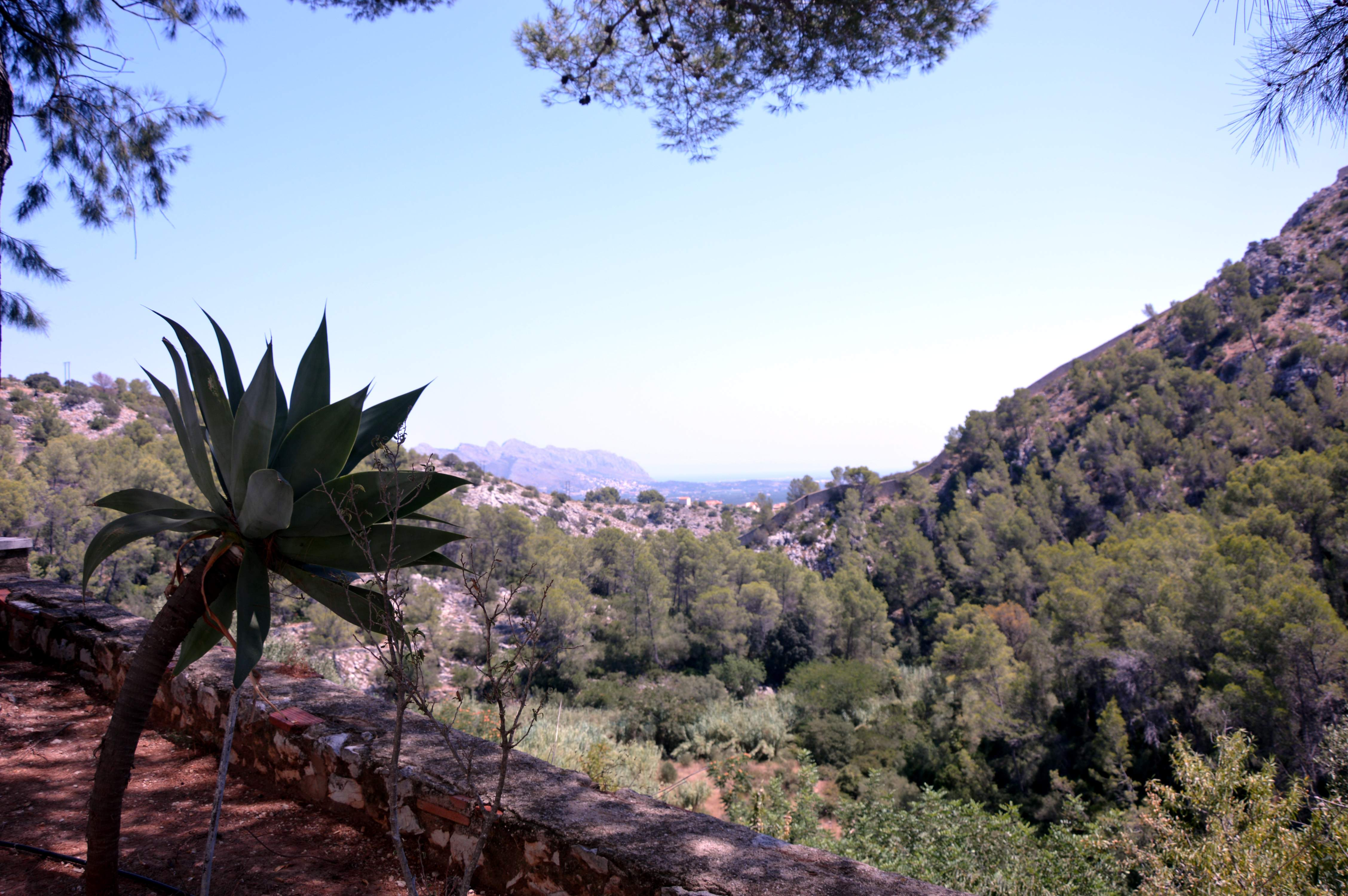
Paisaje desde el Hospital Ferris en el Sanatorio de Fontilles en Vall de Laguar (Alicante), 2017.